# Бурячиха (село)
Бурячи́ха — село в Україні, в Охтирському районі Сумської області. Населення становить 35 осіб. Входить до складу Комишанської сільської громади.

## Географія
Село Бурячиха знаходиться на відстані 2,5 км від правого берега річки Грунь. Примикає до села Мала Павлівка. До села примикає невеликий лісовий масив.

## Історія
12 червня 2020 року, відповідно до розпорядження Кабінету Міністрів України № 723-р «Про визначення адміністративних центрів та затвердження територій територіальних громад Сумської області», село увійшло до складу Комишанської сільської громади.
19 липня 2020 року, в результаті адміністративно-територіальної реформи та ліквідації Охтирського району(1923-2020), село увійшло до складу новоутвореного Охтирського району.

## Культура
Традиція приготування сушки з фруктів у селах Охтирщини є об'єктом нематеріальної культурної спадщини України.